# Lucie Šafářová
Lucie Šafářová (Brno, 4 febbraio 1987) è una tennista ceca.
Ha vinto 7 titoli WTA. I suoi migliori risultati negli slam sono una finale all'Open di Francia 2015,, una semifinale a Wimbledon 2014, e un quarto di finale agli Australian Open 2007.
Ha disputato sedici finali vincendone sette: ad Estoril, Forest Hills (2 volte), Gold Coast, Québec, Doha e Praga.
In doppio ha conquistato 15 titoli WTA, tra cui cinque Slam in coppia con Bethanie Mattek-Sands: gli Australian Open 2015 e 2017, gli Open di Francia 2015 e 2017, l'US Open 2016. In questa disciplina è diventata numero 1 del mondo il 21 agosto 2017.

## Carriera

### 2003 - 2004
La giovane ceca si affaccia nel circuito ITF dove raggiunge due semifinali, a Greenville e a Ostrava, ed una finale a Valasske Mezirici.
Nel 2004 la Šafářová vince il primo titolo ITF a Bergamo come lucky loser. Successivamente dopo un periodo costellato da brutti risultati, vince il secondo titolo ITF dell'anno e della carriera a Båstad. Nel suo primo Grande Slam agli US Open esce al secondo turno delle qualificazioni. Nel resto della stagione perde due finali: ad Ashburn e a Valasske Mezirici, come l'anno precedente.

### 2005 - 2006

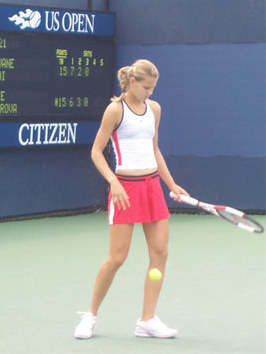
Lucie Šafářová agli US Open 2006

Inizia l'anno ad Auckland uscendo di scena al secondo turno. Vince il suo terzo ITF a Capriolo perdendo solo un set. Si qualifica al WTA di Doha ma viene eliminata al primo turno. Successivamente vince il suo quarto ITF a Redding ed il suo primo torneo WTA all'Estoril partendo dalle qualificazione, ed eliminando nel corso del torneo tre teste di serie, Virginia Ruano Pascual al primo turno, Gisela Dulko e Li Na rispettivamente in semifinale ed in finale. Ripescata come lucky loser al Roland Garros viene eliminata da Nicole Vaidišová. Vince il suo quinto titolo ITF a Protejov. Nel suo primo torneo in assoluto su erba a s'Hertogenbosch, giunge in finale ma nel turno conclusivo è la connazionale Klára Zakopalová a sbarrarle la strada. Ad agosto vince il suo secondo titolo WTA dell'anno e della carriera a Forest Hills battendo in finale Sania Mirza. Nel finale di stagione raggiunge le semifinale all'ITF di Poitiers.
Inizia il 2006 vincendo il suo terzo titolo WTA a Gold Coast battendo tra le altre Patty Schnyder e Dinara Safina, due top 20. Il resto della stagione è deludente per la ceca che raggiunge i migliori risultati sulla terra giungendo alle semifinali ad Amelia Island, battuta dalla Petrova, e a Palermo, battuta dalla Medina Garrigues.

### 2007 - 2008

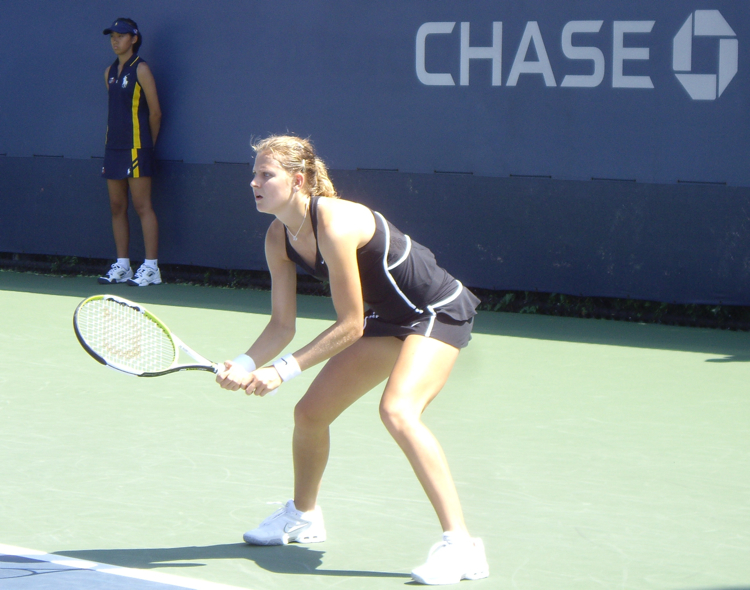
Lucie Šafářová agli US Open 2007

Il 2007 è l'anno della svolta della Šafářová. All'Australian Open giunge ai quarti battendo Francesca Schiavone e la n. 3 del mondo Amélie Mauresmo. A Parigi arriva in finale eliminando nel corso del torneo tre top ten, Nicole Vaidišová al secondo turno, Svetlana Kuznecova ai quarti e Justine Henin n. 2 del mondo nella semifinale. In finale, avanti di un set contro la Petrova, si fa rimontare e cede 4–6, 6–1, 6–4. Agli Open di Francia batte al terzo turno Amelie Mauresmo per la seconda volta, ma agli ottavi la russa Čakvetadze la sconfigge. A Wimbledon raggiunge per la prima volta il terzo turno, ma, dopo un match durato poco più di tre ore, la serba Jelena Janković vince per 5–7, 7–6(4), 6–2. Agli US Open giunge al terzo turno e a batterla è la Bartoli. A fine anno fa registrare il suo best ranking al n.°22.
Il 2008 è un anno deludente e bisogna attendere giugno per il suo miglior risultato stagionale ai quarti a Barcellona. Alla sua prima olimpiade raggiunge il terzo turno, ma viene eliminata dall'austriaca Sybille Bammer. Vince il quarto titolo WTA per la seconda volta a Forest Hills battendo in finale la cinese Peng.

### 2009 - 2011
Nel 2009 giunge ai quarti a Brisbane e al terzo turno a Melbourne, ma viene eliminata rispettivamente da Victoria Azarenka e Marion Bartoli. Raggiunge il secondo, il terzo ed il quarto quarto-di-finale dell'anno a Memphis, a Monterrey ed a Barcellona cedendo da Sabine Lisicki, Li Na e Francesca Schiavone. A Madrid giunge al terzo turno e vince il secondo set contro la n. 1 del mondo Dinara Safina per poi perdere 6–3 al terzo set. A Toronto partendo dalle qualificazioni, batte in sequenza Kaia Kanepi, l'ex n. 1 del mondo Ana Ivanović e la cinese Jie Zheng, prima di arrendersi a Serena Williams. A Québec viene sconfitta nella finale da Melinda Czink per 4–6, 6–3, 7–5.

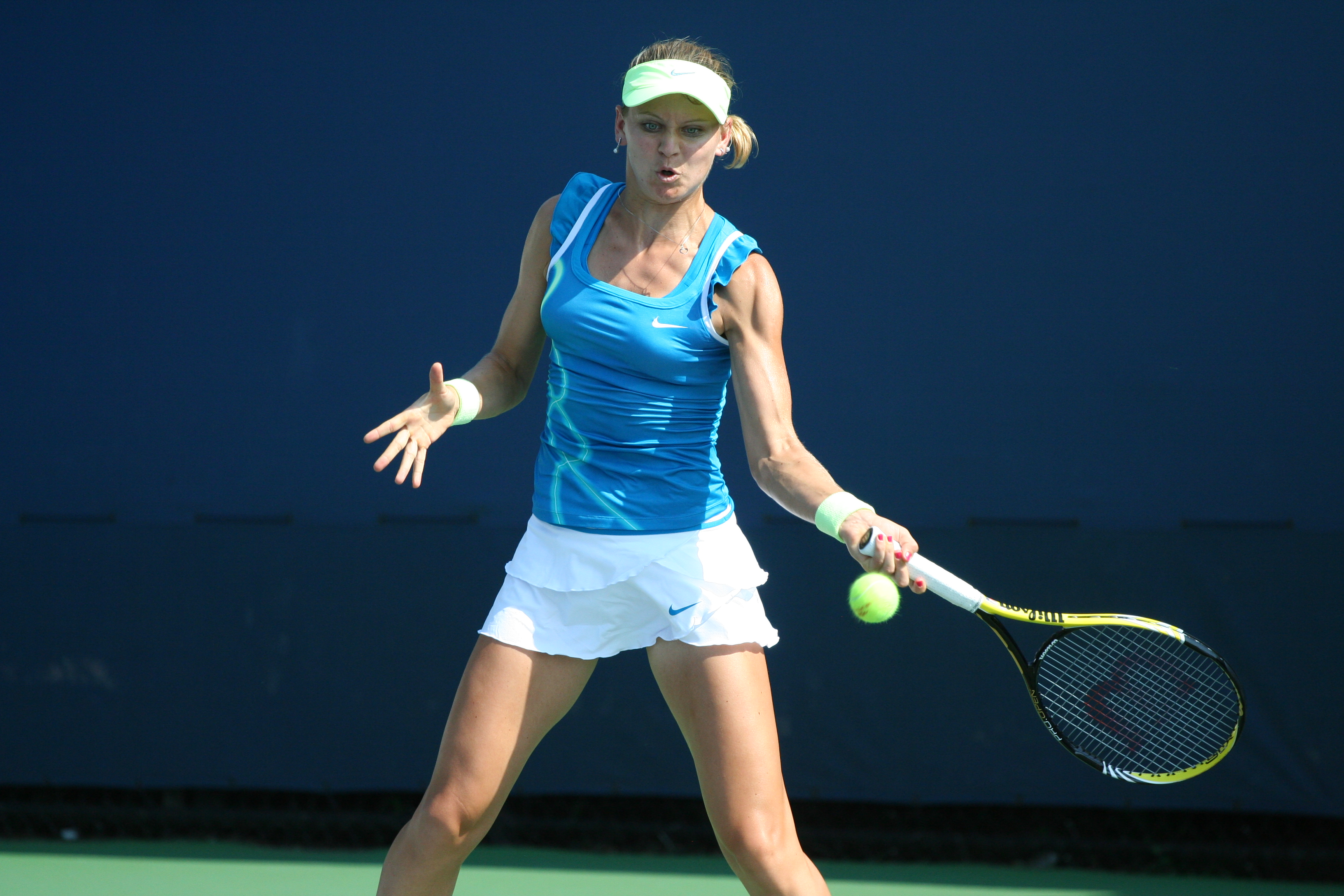
Lucie Šafářová in azione allo US Open 2010

Nel 2010 esce di scena ai quarti di Brisbane per mano della rientrante Kim Clijsters, dopo averle strappato un set vinto per 6–0. Un mese dopo arriva in finale nel torneo di Parigi battendo fra le altre Schiavone, e Pennetta prima di arrendersi ad Elena Dement'eva. Sulla terra rossa fa registrare buoni risultati. A Stoccarda giunge ai quarti eliminando al secondo turno la n. 2 del mondo Caroline Wozniacki, a Roma ripete i quarti eliminando in sequenza Vol'ha Havarcova, Flavia Pennetta ed Agnieszka Radwańska. A Madrid batte sorprendendo tutti Marija Šarapova al primo turno, prima di giungere alla sua prima semifinale in un Premier Mondadory in cui è costretta al ritiro. Nel resto della stagione raggiunge due semifinali, la prima a Båstad, battuta da Rezaï, e la seconda a Quebec City, sconfitta da Mattek-Sands.
Inizia il 2011 raggiungendo i quarti a Brisbane e il terzo turno a Melbourne, eliminata rispettivamente da Pavljučenkova e Zvonarëva. Al torneo di Kuala Lumpur arriva in finale, ma dopo aver mancato delle palle match viene punita dalla Dokić. A Madrid giunge ai quarti, dove perde in tre set contro la n. 5 del mondo Viktoryja Azaranka. Nella sua seconda finale WTA dell'anno, viene battuta facilmente dalla Wozniacki. A Toronto giunge nuovamente ai quarti perdendo sempre da Serena Williams ma questa volta in tre set. Agli US Open arriva per la seconda volta al terzo turno, ma viene eliminata nettamente dalla rumena Monica Niculescu per 6–0, 6–1. Nel finale di stagione raggiunge due semifinali. La prima a Linz battuta dalla Cibulková, e la seconda persa a Mosca contro Kanepi.

### 2012

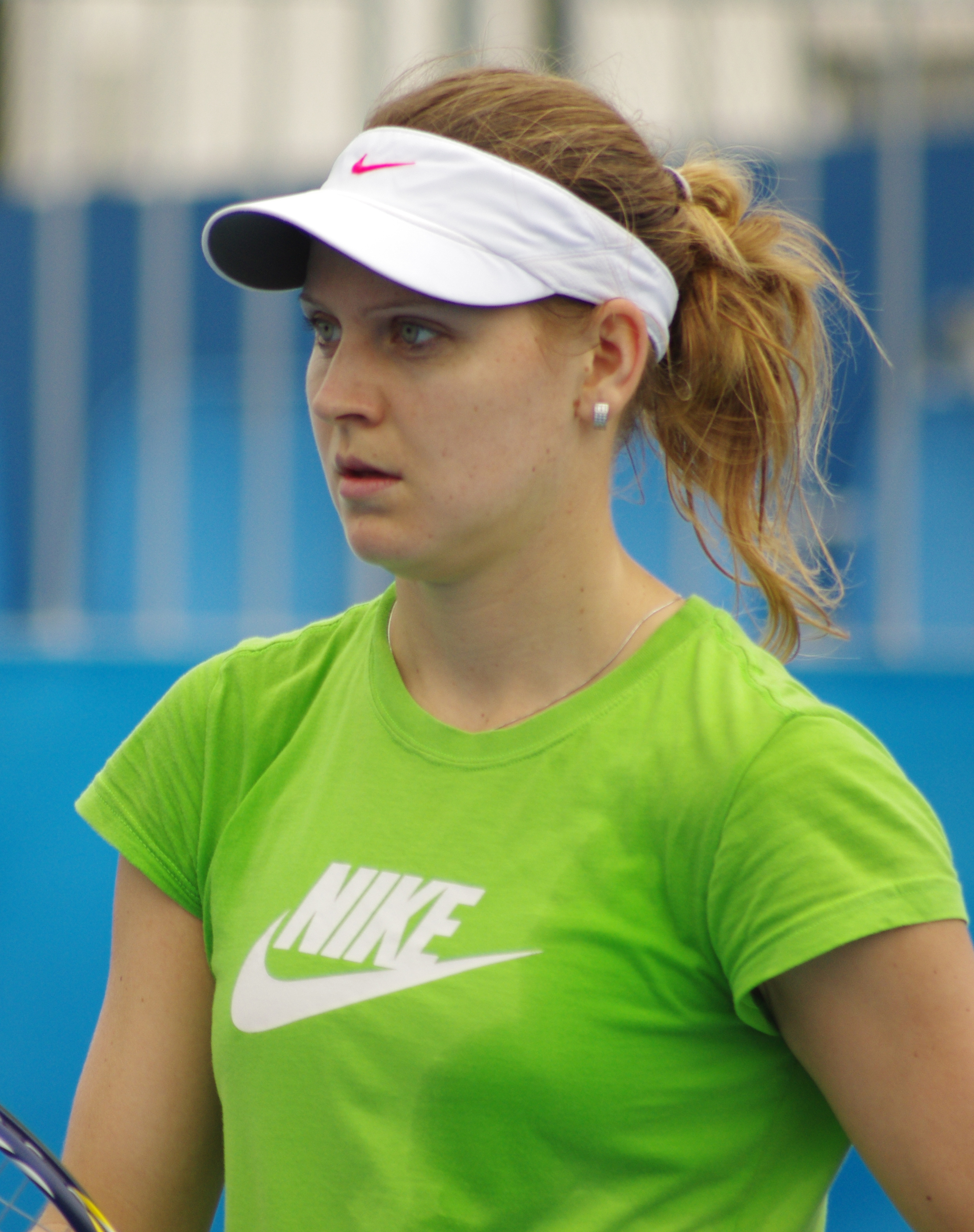
Lucie Šafářová in allenamento al Brisbane International

Inizia male l'anno, eliminata al primo del torneo di Brisbane da Iveta Benešová. In seguito raggiunge i quarti a Sydney battendo Ivanović e Kuznecova, perdendo da Li Na. Viene eliminata nei primi turni a Melbourne e a Parigi, rispettivamente da Christina McHale e Angelique Kerber. Arriva ai quarti a Doha battendo nel corso del torneo Wozniacki e Kuznecova, per poi perdere da Marion Bartoli. Esce al secondo turno a Dubai contro Samantha Stosur e al quarto turno a Indian Wells ancora con Marion Bartoli. Perde sorprendentemente al secondo turno a Miami, dopo aver avuto un bye all'esordio, contro Heather Watson per 6–2, 6–1. Arriva in finale a Charleston battendo nell'ordine Lučić-Baroni, Wozniak, Zvonarëva e Hercog, per poi perdere pesantemente contro Serena Williams per 6–0, 6–1. Aiuta la sua nazionale in Fed Cup battendo Francesca Schiavone per 7–6(3), 6–1. Perde al primo turno a Stoccarda di nuovo contro Li Na. Raggiunge il terzo turno nel torneo di Madrid per poi ritirarsi contro Marija Šarapova al terzo turno. Nell'ITF di Praga vince il torneo battendo in finale Klára Zakopalová. Delude al Roland Garros dove dopo aver vinto il primo turno contro Nastas'sja Jakimava, perde al secondo da María José Martínez Sánchez. Inizia la stagione sull'erba e la ceca gioca ad Eastbourne, dove supera ai primi turni la giovane Tímea Babos e la tennista di casa Heather Watson, per poi soccombere da Marion Bartoli. Esce inaspettatamente al primo turno a Wimbledon contro la speranza olandese Kiki Bertens per 6–3 6–0 in 50 minuti. Ritorna a giocare alle Olimpiadi perdendo contro un'altra giovane tennista Laura Robson. La settimana dopo si presenta a Montréal ricevendo un bye all'esordio ed eliminando al secondo turno la kazaka Sesil Karatančeva, al terzo turno riesce a battere la n.° 5 del mondo Samantha Stosur con un doppio tie-break e nei quarti si sbarazza dell'italiana Roberta Vinci per 6–2, 6–2. Sfuma la finale più importante della sua carriera contro Li Na, facendosi rimontare nel terzo set, avanti 5–1, per perdere 7–5. Questo risultato le vale il best ranking al n. 19. Al torneo di Cincinnati esce al primo turno per mano della kazaka Jaroslava Švedova. Nonostante l'uscita di scena al primo turno, il 20 agosto migliora nuovamente il ranking al n.°17. A New Haven supera il primo turno sfruttando il ritiro dell'uzbeko-americana Varvara Lepchenko. Nel secondo turno domina la cinese Jie Zheng battuta con il punteggio di 6–4, 6–0, ma esce nei quarti per mano della connazionale Kvitová.  Agli US Open esordisce nei migliori dei modi battendo al primo turno l'americana Melanie Oudin; segue un'altra vittoria al secondo turno contro la canadese Aleksandra Wozniak, per poi soccombere da Nadia Petrova al terzo turn. Ritorna a giocare a Tokyo superando al primo turno Cvetana Pironkova e al secondo sfrutta il ritiro di Klára Zakopalová; viene fermata al terzo turno da Marija Šarapova. La settimana si trasferisce a Pechino dove viene sconfitta piuttosto nettamente da Monica Niculescu per 6–2, 6–0, confermando di soffrire il gioco della rumena nonostante venisse da un infortunio al polso. Al torneo di Linz entra come testa di serie n. 4, ma viene già sconfitta all'esordio per mano di Sofia Arvidsson. Partecipa la settimana successiva al torneo di Mosca, dove elimina al primo turno la wild-card russa Margarita Gasparyan in tre set; al secondo ostacolo viene sconfitta da Klára Zakopalová. Nella finale di Fed Cup 2012 vince entrambi i singolari; batte nel primo incontro Ana Ivanović, mentre nel secondo annichilisce Jelena Janković con un doppio 6–1, regalando la coppa alla sua nazionale.

### 2013
Lucie inizia l'anno al torneo di Brisbane rimediando una sconfitta al primo turno, per mano di Sabine Lisicki. In doppio, in coppia con Anastasija Pavljučenkova, perdono nei quarti contro Hantuchová/Srebotnik. A Sydney, perde al primo turno in singolare questa volta da Madison Keys. In doppio, con Dominika Cibulková, perde all'esordio contro Huber/Mirza. All'Australian Open 2013 viene battuta al secondo ostacolo da Bojana Jovanovski. In doppio, con Anastasija Pavljučenkova, raggiungono i quarti di finale, ma vengono fermate dalle australiane Barty/Dellacqua. Nel mese di febbraio, raggiunge i quarti in singolare al Paris indoor fermata dalla lucky loser Kiki Bertens; in doppio, sempre con Anastasija Pavljučenkova, si ritirano in semifinale, senza nemmeno scendere in campo a causa di un problema al ginocchio destro della Šafářová. In seguito gioca a Doha, perdendo al secondo turno contro Christina McHale; in doppio, questa volta con Andrea Hlaváčková, perdono nei quarti contro Petrova/Srebotnik. Al torneo di Dubai, perde all'esordio contro Caroline Wozniacki; in doppio, con Anastasija Pavljučenkova, perdono nei quarti.
A marzo, perde all'esordio sia ad Indian Wells, perdendo contro Magdaléna Rybáriková, sia a Miami, contro Romina Oprandi. In doppio, gioca in entrambi i casi con Anastasija Pavljučenkova, uscendo di scena al primo turno ad Indian Wells e al secondo a Miami. Ad aprile, conquista i quarti a Charleston, fermandosi poi contro Serena Williams. In doppio, con Kristina Mladenovic, conquista il titolo battendo in finale Hlaváčková/Huber. A Stoccarda, gioca alla pari ma alla fine deve cedere nel secondo turno contro la numero 2 del mondo Marija Šarapova in un match durato più di tre ore; in doppio, con l'amica Anastasija Pavljučenkova, perdono all'esordio contro la coppia Jurak/Marosi.

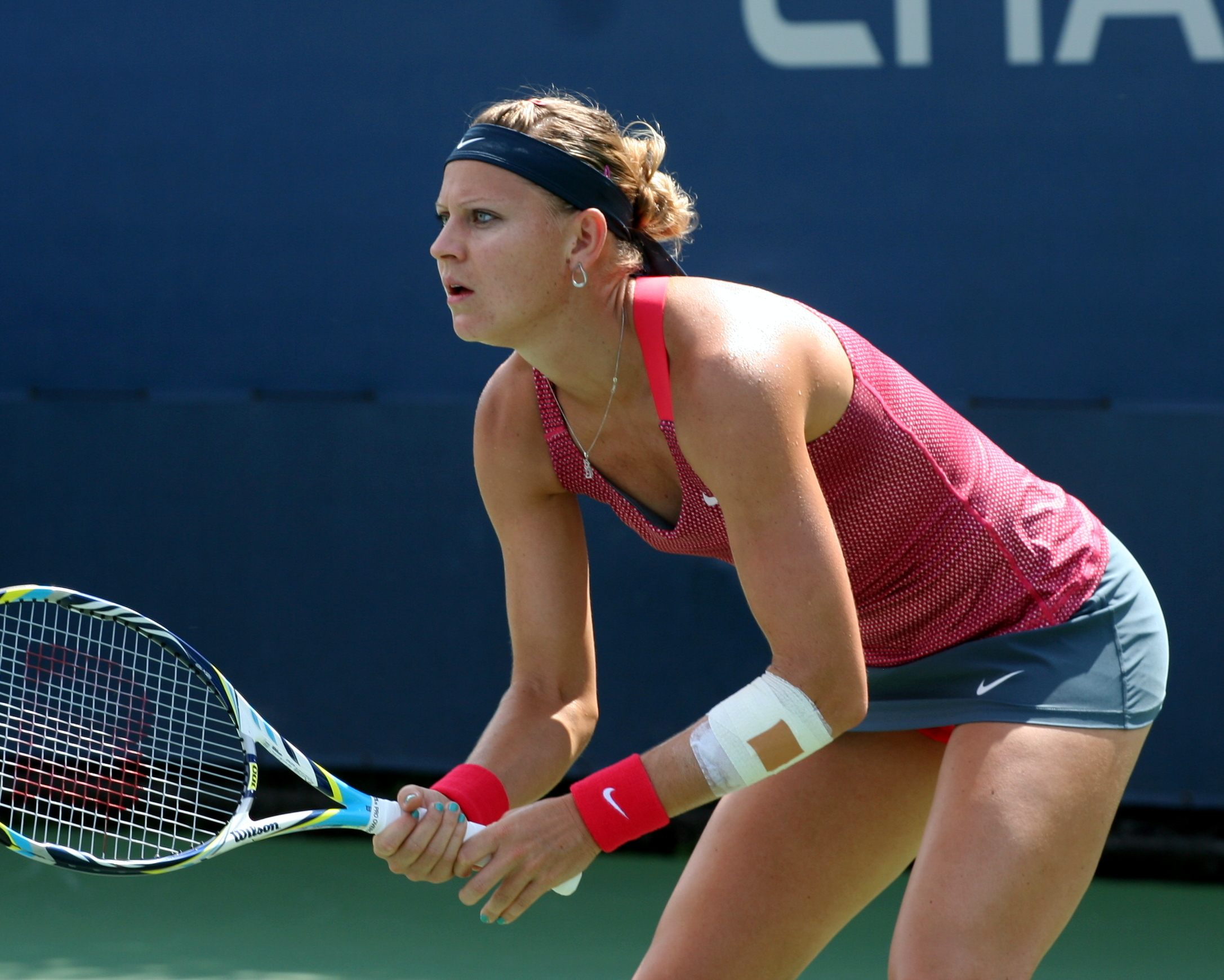
Lucie agli US Open 2013

Nel mese di maggio, va fuori al primo turno a Madrid per mano di Ekaterina Makarova, mentre in doppio vince il titolo insieme ad Anastasija Pavljučenkova battendo in finale la coppia Black/Eraković per 6-2, 6-4. Si rituffa nel circuito ITF per giocare il torneo di Praga, vincendolo in finale contro la romena Alexandra Cadanțu in tre set. Si presenta al Roland Garros come numero 25 del seeding ma viene subito sconfitta al primo turno per mano della statunitense Jamie Hampton per 7-6, 3-6, 9-7. In doppio lei ed Anastasija Pavljučenkova, raggiungono i quarti di finale dove cedono alle terze teste di serie Nadia Petrova e Katarina Srebotnik.
Partecipa poi al nuovo torneo disputatosi a Norimberga dove esce sconfitta solo in semifinale dalla futura vincitrice Simona Halep al terzo set. La settimana seguente prende parte ad Eastbourne dove viene battuta ancora dalla Hampton questa volta nei quarti. In doppio, gioca questa volta con Hao-Ching Chan e raggiungono i quarti dove perdono dal duo italo-russo Pennetta/Vesnina. A Wimbledon perde al secondo turno contro Karin Knapp, mentre in doppio lei e la Pavljučenkova vengono subito sconfitte dal team Aoyama/Scheepers.
Il 15 settembre si aggiudica il suo quinto titolo WTA della carriera al torneo del Québec battendo in finale la neozelandese Marina Eraković con il punteggio di
6-4, 6-3.

### 2014

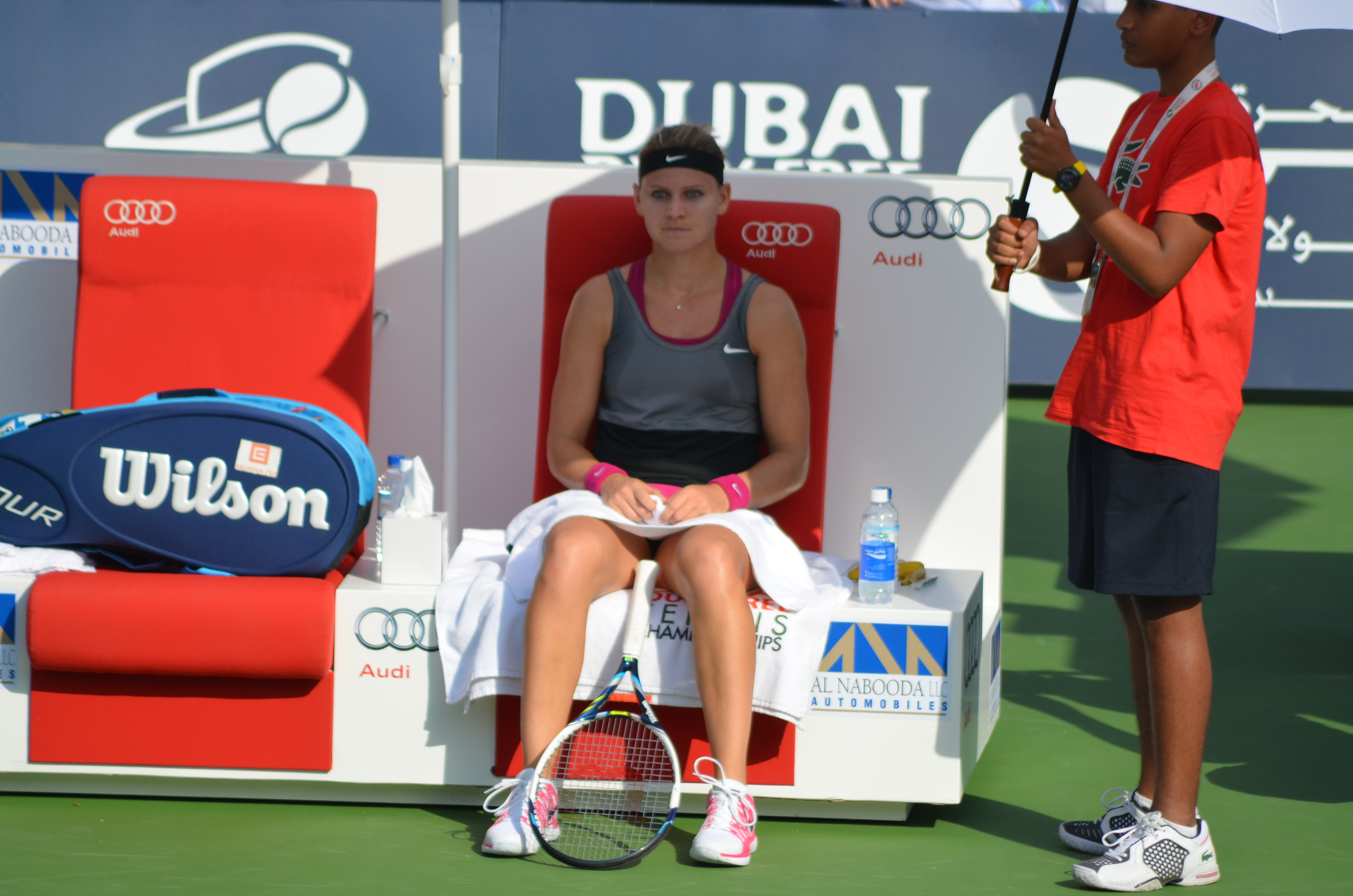
Lucie a Dubai 2014

L'anno di Lucie si apre con il torneo di Auckland dove viene accreditata della testa di serie numero 6, ma viene battuta subito al primo turno in due set dalla Morita. Disputa anche il torneo di Sydney e batte al primo turno Francesca Schiavone, estromette al secondo la numero 6 del torneo Caroline Wozniacki, prima di essere sconfitta ai quarti da Petra Kvitová, numero 2 del seeding. Vince il suo primo torneo dell'anno in doppio con Tímea Babos sempre a Sydney battendo in 3 set in finale la coppia Sara Errani/Roberta Vinci. Agli Australian Open, batte la Glushko al primo turno, la Hradecká nel secondo, ma viene estromessa dalla futura vincitrice del torneo Li Na in tre set, dopo che alla ceca è stato annullato un match point sul 6-1 6-5.
La tennista ceca partecipa al torneo di Doha e vince la partita d'esordio in una splendida battaglia durata 3 set contro Kirsten Flipkens numero 16 del tabellone, estromette in 3 set Peng Shuai nel secondo turno ma esce di scena nel derby ceco nuovamente con Petra Kvitová nel terzo turno. Sia ad Indian Wells che a Miami, esce al terzo turno. Nel primo caso sconfitta da Simona Halep, nel secondo da Marija Šarapova in una bellissima partita. A Charleston esce di scena ai quarti contro la tedesca Andrea Petković, poi futura vincitrice.
A Wimbledon giunge in semifinale senza perdere un set, dove viene sconfitta dalla connazionale Petra Kvitová in due set, poi vincitrice del torneo. Il 18 agosto raggiunge il 15º posto in classifica, entrando per la prima volta in carriera nella top-15
Il buono stato di forma si conferma anche sul cemento americano. Malgrado la sconfitta al primo turno a Washington DC, a Montréal e Cincinnati viene eliminata agli ottavi rispettivamente da Serena Williams e Simona Halep, giocatrici in testa alla classifica WTA. Agli US Open, viene eliminata al quarto turno dalla futura semifinalista del torneo, Shuai Peng. In seguito a questi risultati, raggiunge un nuovo best ranking come numero quattordici del mondo.

### 2015: La prima finale Slam e i successi in doppio

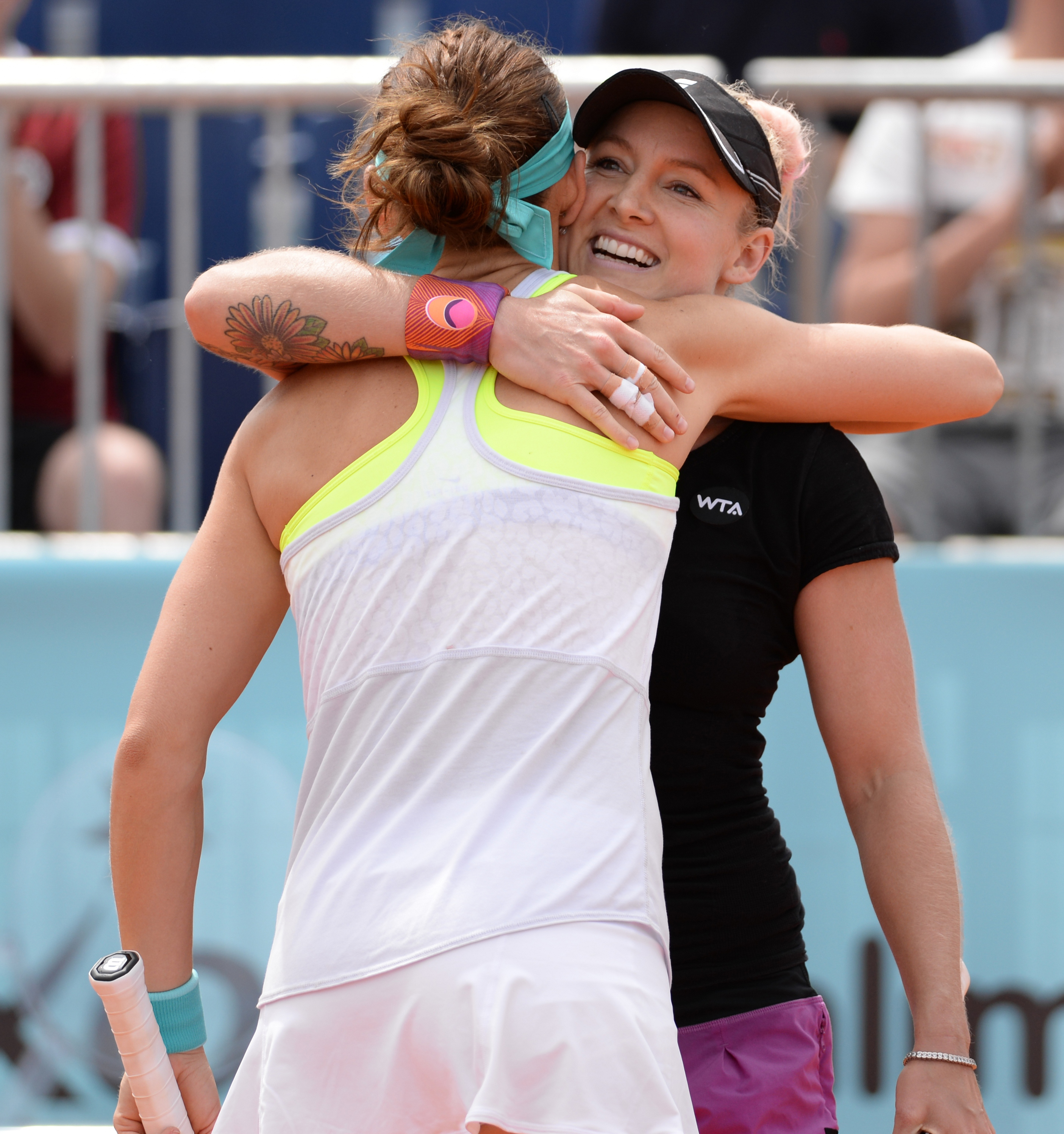
Lucie con Bethanie Mattek-Sands, coppia vincitrice degli Australian Open e dell'Open di Francia nel 2015

Lucie comincia l'anno alla Hopman Cup, dove gioca insieme ad Adam Pavlasek.
Agli Australian Open, viene eliminata al primo turno in singolare da Jaroslava Švedova. In coppia con la statunitense Bethanie Mattek-Sands, si aggiudica, invece, il torneo di doppio, battendo in finale Yung-Jan Chan e Jie Zheng con il punteggio di 6-4, 7–6(5). Vince il primo titolo stagionale a Doha dove batte in sequenza: Samantha Stosur (7-6 6-4), Ekaterina Makarova (6-2 6-7 6-3), Andrea Petković (6-2 6-1), Carla Suárez Navarro (6-3 6-2), Viktoryja Azaranka (6-4 6-3). Con questo risultato raggiunge il suo nuovo best ranking a numero 11 del mondo. Ad Indian Wells entra nel main-draw come testa di serie numero 10 e di conseguenza ha un bye al primo turno. Al secondo batte la teutonica Mona Barthel per 6-4 7–6(4) ma il suo cammino si interrompe al terzo turno, sconfitta da una brillante Elina Svitolina che la spunta in 2 set tirati, per 6(5)–7 5-7. Dopodiché partecipa al torneo di Miami, dove perde però al primo turno contro Johanna Larsson, per 6(5)–7 2-6. In Fed Cup contribuisce al passaggio in finale della Repubblica Ceca, battendo in tre set Caroline Garcia. Dopo 2 primi turni a Stoccarda e Praga, a Madrid sconfigge Alison Riske (6-4 6-2), Cvetana Pironkova (6-3 6-1), Roberta Vinci (6-4 6(6)–7 6-0) prima di perdere in 3 combattutissimi set dalla Kuznecova, con lo score di 7-5 6(5)–7 6(3)–7. A Roma vince al primo turno Anna Karolína Schmiedlová 7–6(6) 6(3)–7 6-4 ma al secondo viene eliminata dalla qualificata Alexandra Dulgheru, 6(6)–7 al terzo. Disputa un ottimo Open di Francia raggiungendo la sua prima finale in un torneo dello Slam senza perdere un set, battendo nell'ordine Anastasija Pavljučenkova, Kurumi Nara, Sabine Lisicki, la detentrice del torneo Marija Šarapova, Garbiñe Muguruza ed Ana Ivanović. Si arrende in finale contro la numero 1 del mondo Serena Williams con il punteggio di 6-3, 6(2)–7, 6-2. Con questo risultato raggiunge la settima posizione migliorando il suo best ranking.
Comincia la stagione sull'erba per Lucie. Questa si apre a Eastbourne dove però viene sconfitta al secondo turno da Dominika Cibulková in 2 set. A Wimbledon entra come sesta serie di serie: al primo turno rimonta un set a Alison Riske (3-6 7-5 6-3). Al secondo si impone nettamente su Hsieh Su-Wei per 6-2 6-3 mentre al terzo doma Sloane Stephens in tre set, con lo score di 3-6 6-3 6-1. Al quarto turno si arrende, a sorpresa, all'americana Coco Vandeweghe, per 7-6(1) 7-6(4). Dopodiché, a Toronto, Šafářová perde immediatamente dopo il bye al primo turno da Daria Gavrilova. A Cincinnati, invece, dopo il bye, elimina la Vandeweghe per 6-4 7-5 e al terzo turno approfitta del ritiro di Belinda Bencic mentre ai quarti si arrende ad Elina Svitolina per 4-6 6-2 6-0. A New Haven è quarta testa di serie e dopo due vittorie agevoli su Daria Gavrilova e Irina-Camelia Begu, ai quarti vince un'incredibile battaglia contro Dominika Cibulková per 6(4)-7 6-4 7-5 mentre in semifinale batte la lucky loser Lesja Curenko in 2 set. In finale affronta la connazionale Petra Kvitová, tds numero 2. La finale, dopo una battaglia, viene vinta da Petra in 3 set, per 6(6)-7 6-2 6-2. Agli US Open e a Linz perde al primo turno, complice un'infezione batterica. A Mosca viene sconfitta da Anastasija Pavljučenkova dopo un bye. Lucie riesce, per la prima volta in carriera, a qualificarsi per le WTA Finals di Singapore come 8º testa di serie. La ceca perde le prime due partite con Muguruza e con Kvitová, prima di vincere il suo unico match del round robin contro la Kerber. Nonostante il fatto che Kvitová, Kerber e Lucie avessero tutte 1 vittoria a carico, per la differenza di set vinti/persi ad accedere alle semifinali è la Kvitová come seconda. Lucie chiude comunque l'anno a numero 9 del mondo.

### 2016: 3º titolo Slam e bronzo Olimpico in doppio

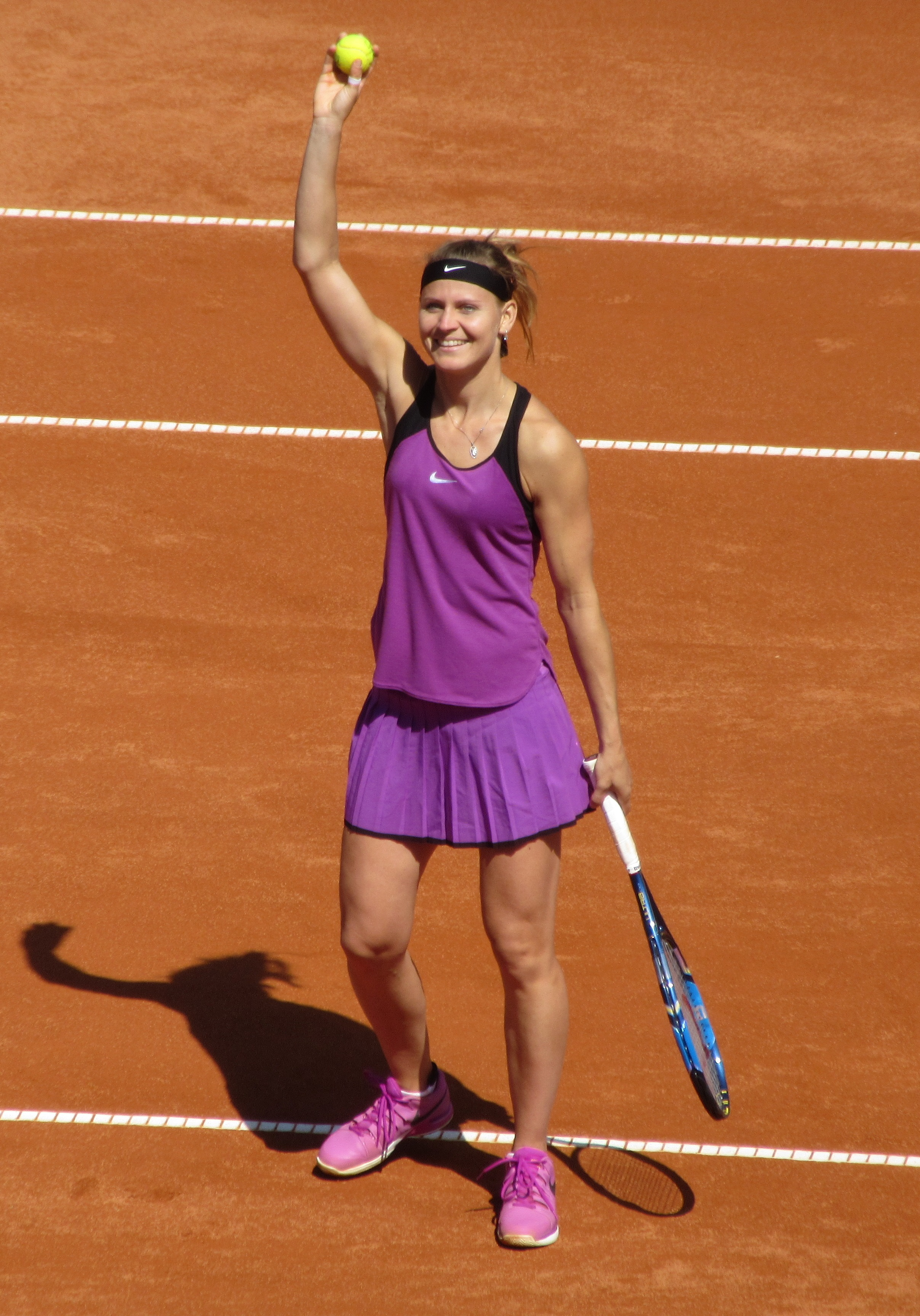
Lucie Šafářová nel 2016

Šafářová decide di non prendere parte agli Australian Open per via dell'infezione batterica che già l'aveva limitata agli US Open. La sua stagione si avvia per cui a Doha dove perde, in 2 set, da Çağla Büyükakçay al primo turno. Anche ad Indian Wells e a Miami, dopo un bye al primo turno, si arrende al secondo turno, rispettivamente a Jaroslava Švedova (6-3 6-4) e Yanina Wickmayer (6-2 6-3). A Charleston è quarta testa di serie e, dopo un bye al primo turno, viene superata da Louisa Chirico con un doppio 6-3. Comincia la stagione sul rosso a Stoccarda, dove viene piegata da Karolína Plíšková in 3 lottati set. Nella settimana successiva si presenta a Praga, nel torneo di casa, dove è testa di serie numero 2. Dopo la vittoria sulla Duque-Marino in rimonta, approfitta del ritiro di Lucie Hradecká, quando la top-15 era avanti di un set e di un break. Nei quarti si impone su Hsieh Su-wei per 7-6(3) 7-5. In semifinale sfida la terza testa di serie e campionessa in carica Karolina Pliskova: nel primo set è un break a decidere il parziale in favore di Lucie, che vince 6-4. Nel secondo è Pliskova, che vola sul 3-0 ma, sul 4-2, la Šafářová ottiene il contro-break e le due concludono il parziale al tie-break. In questa circostanza, la seconda testa di serie si impone 7-4 portando a casa il match e avendo la possibilità di giocare la 16º finale della carriera. Qui trova Samantha Stosur, che in precedenza ha usufruito del W/O di Svetlana Kuznecova. La finale viene vinta dalla tennista di casa, che batte l'avversaria per 3-6 6-1 6-4 in 2 ore di gioco. Per Lucie si tratta del 7º titolo in carriera, il secondo conquistato sulla terra rossa. Partecipa poi al torneo di Madrid dove, dopo la vittoria su Coco Vandeweghe, lascia il walk over alla Stosur al secondo turno. A Roma batte la wild-card di casa Francesca Schiavone per 6-3 6-2 per poi essere eliminata da Misaki Doi in 2 set. Al Roland Garros difende la finale conseguita nel 2015: dopo 2 successi agevoli su Vitalija D'jačenko e Viktorija Golubic viene superata al terzo turno da Samantha Stosur per 6-3 6(0)-7 7-5. Non avendo replicato il risultato dell'annata precedente, Lucie perde 16 posizioni, ritrovandosi 29º. Dopodiché si avvia per la ceca la stagione sull'erba: a Birmingham perde subito per mano della connazionale Petra Kvitová. A Eastbourne, dopo un bye, viene estromessa da Anna-Lena Friedsam (7-6(5) 6-4). Fa infine tappa a Wimbledon. Al primo turno elimina la compagna di doppio Bethanie Mattek-Sands, annullandole 2 match-points. Al secondo turno prevale su Samantha Crawford per 6-3 6-4 mentre al terzo turno vince una partita infinita contro Jana Čepelová (4-6 6-1 12-10) ma agli ottavi viene estromessa da Jaroslava Švedova (6-2 6-4). Nei cinque successivi tornei (Montréal, Olimpiadi, Cincinnati, US Open e Tokyo) raccoglie solo 2 successi: uno ai Giochi Olimpici, contro Karin Knapp, uno nello slam americano contro la Gavrilova. Nel doppio, alle Olimpiadi, in coppia con Barbora Strýcová, vincono la medaglia di bronzo, battendo nella "finalina" la coppia Hradecká/Hlaváčková per 7-5 6-1. Insieme alla Mattek, conquistano lo US Open 2016 a discapito delle finaliste Caroline Garcia/Kiki Mladenovic. Per loro si tratta del 3º titolo slam della carriera. Con il successo in doppio di Wuhan, le 2 si sono infine garantite l'accesso al Master di fine anno. Qui la coppia raggiunge la finale dove viene però sconfitta dalle russe Ekaterina Makarova/Elena Vesnina, con il punteggio di 7-6 6-3.

### 2017: 4º e 5º titolo slam nel doppio e numero 1 del mondo

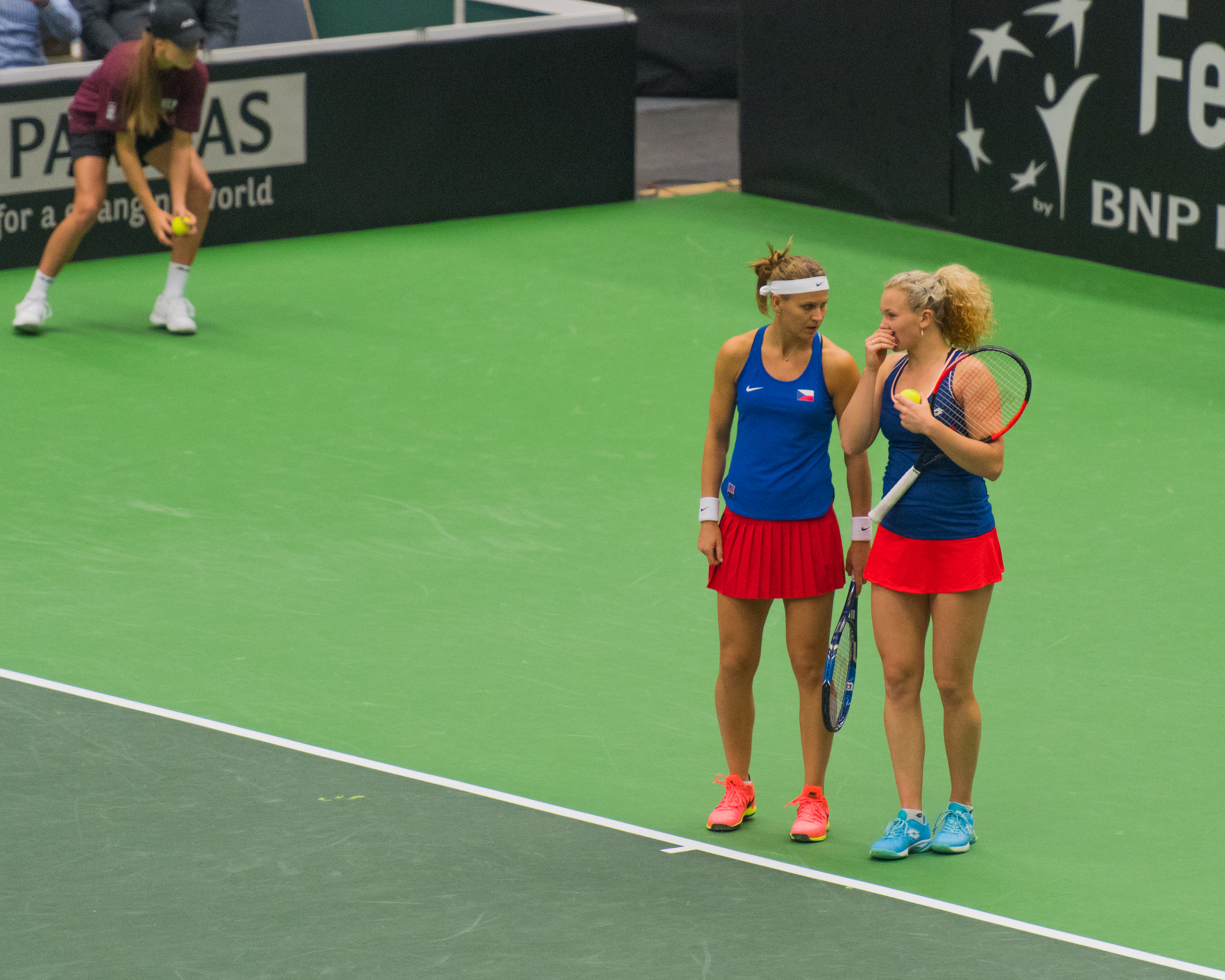
Lucie Šafářová insieme a Kateřina Siniaková nella Fed Cup 2017

Inizia il nuovo anno nel miglior modo possibile, conquistando insieme alla Mattek-Sands, il quarto titolo slam di doppio, l'Australian Open, sconfiggendo in finale la cinese Peng Shuai e la ceca Andrea Hlaváčková con il punteggio di 6-7 6-3 6-3.
A fine gennaio raggiunge la semifinale del WTA di Taipei, sconfitta per 6-4 6-2 dalla futura vincitrice, Peng Shuai. Raggiunge anche la finale sul cemento di Budapest, battuta dalla padrona di casa Tímea Babos per 6-7 6-4 6-3.
Viene eliminata ai quarti di finale del Miami Open dalla danese Caroline Wozniacki per 6-4 6-3. Insieme alla sua compagna Mattek-Sands, vince il torneo di Charleston battendo la coppia di tenniste ceche formata da Lucie Hradecká e Kateřina Siniaková con lo score di 6-1 4-6 10-7.
Sempre in doppio, in coppia con Bethanie Mattek-Sands vince il suo quinto slam in carriera al Roland Garros sconfiggendo in finale la coppia di australiane composta da Ashleigh Barty e Casey Dellacqua con il punteggio di 6-2 6-1.
Il 2017 della Šafářová procede con una semifinale sull'erba di Nottingham e un'altra a Birmingham. A Wimbledon estromette facilmente Océane Dodin con un doppio 6-2, prima di subire la rimonta da Shelby Rogers, che ha la meglio per 6-7 6-4 6-3.
Nel torneo di Toronto raggiunge i quarti di finale, dove viene sconfitta in tre parziali da Sloane Stephens, dopo essersi imposta sulla n° 11 del ranking Dominika Cibulková. In coppia con Barbora Strýcová viene fermata in semifinale dalla coppia Květa Peschke/Anna-Lena Grönefeld per 6-1 7-5. In seguito, a Cincinnati si scontra al primo turno con la Stephens, venendo estromessa anche stavolta. Tuttavia, il 21 agosto, dopo aver raggiunto in doppio la semifinale in coppia con la connazionale Strýcová, si issa alla posizione numero 1 nella classifica di doppio per la prima volta in carriera. Agli US Open raggiunge gli ottavi di finale sconfitta in due sets da Coco Vandeweghe, mentre insieme alla Strycova raggiunge un'altra semifinale, nella quale sono costrette a cedere il derby ceco a Kateřina Siniaková/Lucie Hradecká per 6-2 7-5.
Chiude la stagione nel torneo del Quebec, nel quale è la prima testa di serie. Raggiunge la semifinale battendo agevolmente Anna Tatišvili, Sofia Kenin e Hradecká, per poi venire eliminata nuovamente da Tímea Babos, che si impone per 7-6 6-4.

### 2018-2019: Declino

#### 2018: Infortunio

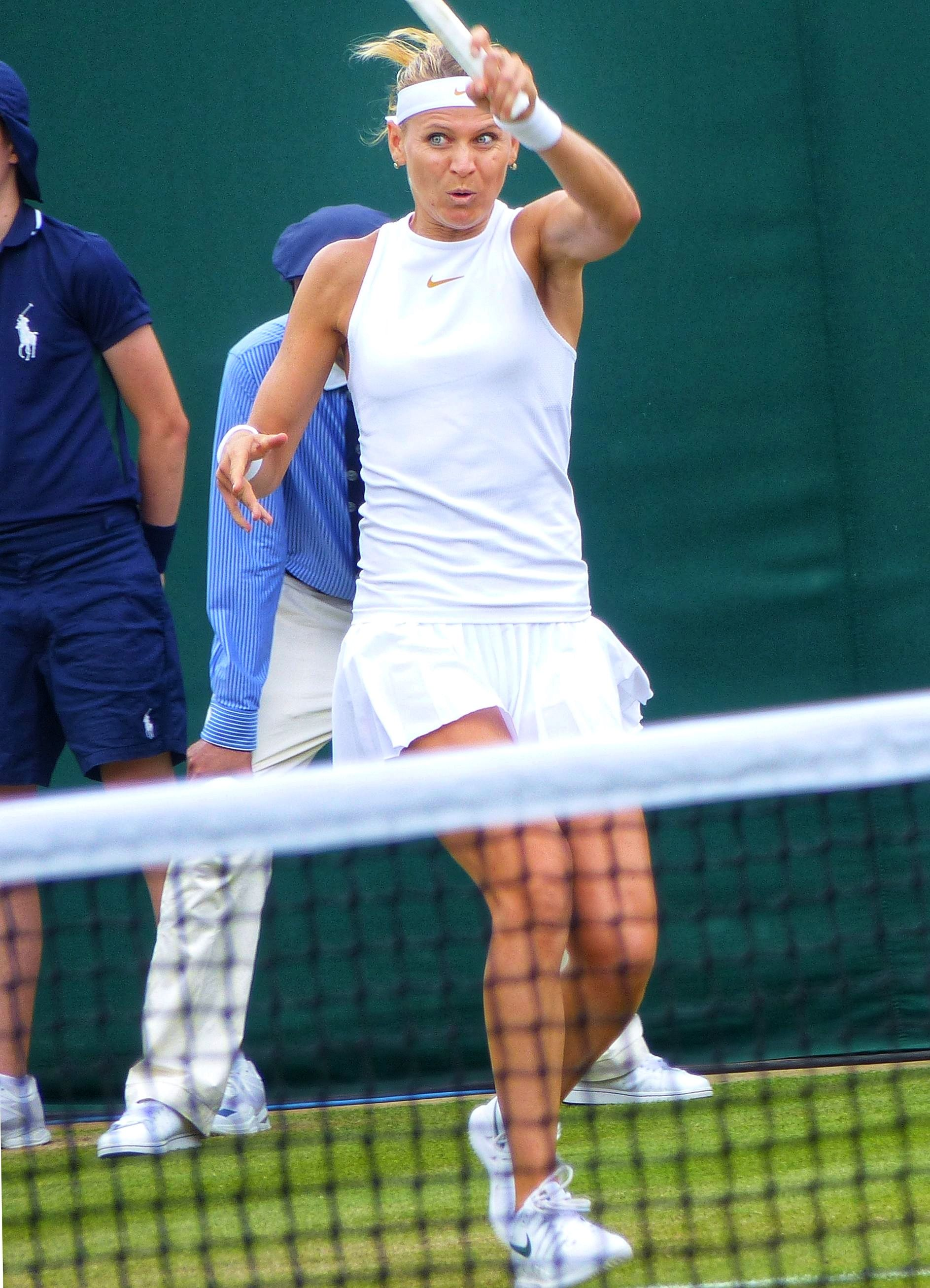
Lucie Šafářová a Wimbledon 2018

La stagione 2018 è costellata da infortuni, infatti la ceca disputa solamente 11 tornei. A Sydney uscendo di scena all'esordio per mano di Angelique Kerber, mentre in coppia con Strycova si ritira prima del match valido per l'accesso alla finale. Nello Slam australian si impone su Ajla Tomljanović e Sorana Cîrstea, prima di venire fermata da Karolína Plíšková. In doppio escono di scena nei quarti di finale contro Hsieh Su-wei/Peng Shuai.
Nel torneo di Wimbledon si sbarazza di Kateryna Bondarenko e Agnieszka Radwańska, per poi cedere a Ekaterina Makarova. Disputa un altro quarto di finale Slam, stavolta con la Mattek-Sands, ma non vanno oltre.
Sul suolo americano a Montreal, viene eliminata al secondo turno da Julia Görges, mentre insieme a Mattek-Sands esce di scena all'esordio contro Ashleigh Barty/Demi Schuurs. Successivamente, a inizio novembre la ceca annuncerà la sua intenzione di ritirarsi dal tennis durante gli Australian Open 2019.
Termina la stagione fuori dalle migliori cento al mondo, precisamente al 106º posto della classifica.

#### 2019: Ritiro
Nonostante la dichiarazione di Lucie di voler terminare la sua carriera agli Australian Open, posticipa la data al termine del Roland Garros. Tale decisione viene presa a causa dei problemi sia fisici che di salute della tennista.
Ritorna a competere solamente in doppio e fa il suo esordio nel torneo di Stoccarda. Qui, in coppia con Anastasija Pavljučenkova raggiunge la finale, dove vengono rimontate dalle tedesche Anna-Lena Friedsam/Mona Barthel (6-2 3-6 [6-10]). Successivamente, insieme alla connazionale Barbora Štefková, viene eliminata al primo turno a Praga dalla coppia Makoto Ninomiya/Jana Sizikova per 6-4 4-6 [13-11]. Partecipa allo Slam parigino in coppia con Dominika Cibulková, ma non va oltre il primo turno, in quanto vengono nettamente eliminate da Andrea Petković e Sofia Kenin per 6-4 6-0. Lucie annuncia, lo stesso giorno del match, che questa è stata definitivamente la sua ultima partita.

### 2023-2024: Ritorno alle competizioni, Olimpiadi
Nel 2023 torna al tennis professionistico partecipando ad un solo torneo minore. Nel  2024 gioca in singolare solo due tornei casalinghi estivi su terra rossa in preparazione per le seguenti olimpiadi, stessi risultati nel doppio, tranne per il torneo di Praga in cui si distingue per essere arrivata in finale in coppia con la statunitense Bethanie Mattek-Sands. 

## Vita privata
Sposata con l'hockeista su ghiaccio Tomáš Plekanec, nel luglio del 2019 ha annunciato di essere incinta: ha poi dato alla luce una bambina. Nel 2022 ha messo al mondo il suo secondogenito. La coppia vive nel Principato di Monaco.

## Statistiche

### Singolare

#### Vittorie (7)
| Legenda              | Legenda               | Legenda      |
| -------------------- | --------------------- | ------------ |
| Grande Slam (0)      |                       |              |
| Ori Olimpici (0)     |                       |              |
| WTA Finals (0)       |                       |              |
| WTA Elite Trophy (0) |                       |              |
| Prima del 2009       | Dal 2009 al 2020      | Dal 2021     |
| Tier I (0)           | Premier Mandatory (0) | WTA 1000 (0) |
| Tier II (0)          | Premier 5 (0)         | WTA 1000 (0) |
| Tier III (1)         | Premier (1)           | WTA 500 (0)  |
| Tier IV (3)          | International (2)     | WTA 250 (0)  |
| Tier V (0)           | International (2)     | WTA 250 (0)  |

| N. | Data              | Torneo                                        | Superficie    | Avversaria in finale | Punteggio        |
| 1. | 1º maggio 2005    | Estoril Open, Estoril                         | Terra rossa   | Li Na                | 6(4)-7, 6-4, 6-3 |
| 2. | 20 agosto 2005    | Forest Hills Tennis Classic, Forest Hills     | Cemento       | Sania Mirza          | 3-6, 7-5, 6-4    |
| 3. | 7 gennaio 2006    | Australian Women's Hardcourt, Gold Coast      | Cemento       | Flavia Pennetta      | 6-3, 6-4         |
| 4. | 23 agosto 2008    | Forest Hills Tennis Classic, Forest Hills (2) | Cemento       | Peng Shuai           | 6-4, 6-2         |
| 5. | 15 settembre 2013 | Bell Challenge, Québec                        | Sintetico (i) | Marina Eraković      | 6-4, 6-3         |
| 6. | 28 febbraio 2015  | Qatar Ladies Open, Doha                       | Cemento       | Viktoryja Azaranka   | 6-4, 6-3         |
| 7. | 30 aprile 2016    | J&T Banka Prague Open, Praga                  | Terra rossa   | Samantha Stosur      | 3-6, 6-1, 6-4    |

#### Sconfitte (10)
| Legenda              | Legenda               | Legenda      |
| -------------------- | --------------------- | ------------ |
| Grande Slam (1)      |                       |              |
| Argenti Olimpici (0) |                       |              |
| WTA Finals (0)       |                       |              |
| WTA Elite Trophy (0) |                       |              |
| Prima del 2009       | Dal 2009 al 2020      | Dal 2021     |
| Tier I (0)           | Premier Mandatory (0) | WTA 1000 (0) |
| Tier II (1)          | Premier 5 (0)         | WTA 1000 (0) |
| Tier III (1)         | Premier (3)           | WTA 500 (0)  |
| Tier IV (0)          | International (4)     | WTA 250 (0)  |
| Tier V (0)           | International (4)     | WTA 250 (0)  |

| N.  | Data              | Torneo                                | Superficie    | Avversaria in finale | Punteggio        |
| 1.  | 18 giugno 2005    | Ordina Open, 's-Hertogenbosch         | Erba          | Klára Zakopalová     | 6-3, 2-6, 2-6    |
| 2.  | 5 febbraio 2007   | Open GDF Suez, Parigi                 | Sintetico (i) | Nadia Petrova        | 6-4, 1-6, 4-6    |
| 3.  | 20 settembre 2009 | Bell Challenge, Québec                | Sintetico (i) | Melinda Czink        | 6-4, 3-6, 5-7    |
| 4.  | 14 febbraio 2010  | Open GDF Suez, Parigi (2)             | Cemento (i)   | Elena Dement'eva     | 7-6(5), 1-6, 4-6 |
| 5.  | 6 marzo 2011      | BMW Malaysian Open, Kuala Lumpur      | Cemento       | Jelena Dokić         | 6-2, 6(9)-7, 4-6 |
| 6.  | 11 giugno 2011    | e-Boks Sony Ericsson Open, Copenaghen | Cemento (i)   | Caroline Wozniacki   | 1-6, 4-6         |
| 7.  | 8 aprile 2012     | Family Circle Cup, Charleston         | Terra verde   | Serena Williams      | 0-6, 1-6         |
| 8.  | 6 giugno 2015     | Open di Francia, Parigi               | Terra rossa   | Serena Williams      | 3-6, 7-6(2), 2-6 |
| 9.  | 29 agosto 2015    | Connecticut Open, New Haven           | Cemento       | Petra Kvitová        | 7-6(6), 2-6, 2-6 |
| 10. | 26 febbraio 2017  | Hungarian Ladies Open, Budapest       | Cemento (i)   | Tímea Babos          | 7-6(4), 4-6, 3-6 |

### Doppio

#### Vittorie (15)
| Legenda               | Legenda      |
| --------------------- | ------------ |
| Grande Slam (5)       |              |
| Ori Olimpici (0)      |              |
| WTA Finals (0)        |              |
| WTA Elite Trophy (0)  |              |
| Dal 2009 al 2020      | Dal 2021     |
| Premier Mandatory (3) | WTA 1000 (0) |
| Premier 5 (2)         | WTA 1000 (0) |
| Premier (5)           | WTA 500 (0)  |
| International (0)     | WTA 250 (0)  |

| N.  | Data              | Torneo                                    | Superficie      | Compagno                 | Avversari in finale                       | Punteggio        |
| 1.  | 8 aprile 2012     | Family Circle Cup, Charleston             | Terra verde     | Anastasija Pavljučenkova | Anabel Medina Garrigues Jaroslava Švedova | 5-7, 6-4, [10-6] |
| 2.  | 7 aprile 2013     | Family Circle Cup, Charleston (2)         | Terra verde     | Kristina Mladenovic      | Andrea Hlaváčková Liezel Huber            | 6-3, 7-6(6)      |
| 3.  | 11 maggio 2013    | Mutua Madrid Open, Madrid                 | Terra rossa     | Anastasija Pavljučenkova | Cara Black Marina Eraković                | 6-2, 6-4         |
| 4.  | 10 gennaio 2014   | Apia International Sydney, Sydney         | Cemento         | Tímea Babos              | Sara Errani Roberta Vinci                 | 7-5, 3-6, [10-7] |
| 5.  | 30 gennaio 2015   | Australian Open, Melbourne                | Cemento         | Bethanie Mattek-Sands    | Chan Yung-jan Zheng Jie                   | 6-4, 7-6(5)      |
| 6.  | 26 aprile 2015    | Porsche Tennis Grand Prix, Stoccarda      | Terra rossa (i) | Bethanie Mattek-Sands    | Caroline Garcia Katarina Srebotnik        | 6-4, 6-3         |
| 7.  | 7 giugno 2015     | Open di Francia, Parigi                   | Terra rossa     | Bethanie Mattek-Sands    | Casey Dellacqua Jaroslava Švedova         | 3-6, 6-4, 6-2    |
| 8.  | 16 agosto 2015    | Rogers Cup, Toronto                       | Cemento         | Bethanie Mattek-Sands    | Caroline Garcia Katarina Srebotnik        | 6-1, 6-2         |
| 9.  | 3 aprile 2016     | Miami Open, Miami                         | Cemento         | Bethanie Mattek-Sands    | Tímea Babos Jaroslava Švedova             | 6-3, 6-4         |
|     | 13 agosto 2016    | Bronzo ai Giochi Olimpici, Rio de Janeiro | Cemento         | Barbora Strýcová         | Andrea Hlaváčková Lucie Hradecká          | 7-5, 6-1         |
| 10. | 11 settembre 2016 | US Open, New York                         | Cemento         | Bethanie Mattek-Sands    | Caroline Garcia Kristina Mladenovic       | 2-6, 7-6(5), 6-4 |
| 11. | 1º ottobre 2016   | Dongfeng Motor Wuhan Open, Wuhan          | Cemento         | Bethanie Mattek-Sands    | Sania Mirza Barbora Strýcová              | 6-1, 6-4         |
| 12. | 9 ottobre 2016    | China Open, Pechino                       | Cemento         | Bethanie Mattek-Sands    | Caroline Garcia Kristina Mladenovic       | 6-4, 6-4         |
| 13. | 27 gennaio 2017   | Australian Open, Melbourne (2)            | Cemento         | Bethanie Mattek-Sands    | Andrea Hlaváčková Peng Shuai              | 6(4)–7, 6–3, 6–3 |
| 14. | 9 aprile 2017     | Volvo Car Open, Charleston (3)            | Terra verde     | Bethanie Mattek-Sands    | Andrea Hlaváčková Kateřina Siniaková      | 6-1, 4-6, [10-7] |
| 15. | 11 giugno 2017    | Open di Francia, Parigi (2)               | Terra rossa     | Bethanie Mattek-Sands    | Ashleigh Barty Casey Dellacqua            | 6-2, 6-1         |

#### Sconfitte (6)
| Legenda              | Legenda               | Legenda      |
| -------------------- | --------------------- | ------------ |
| Grande Slam (0)      |                       |              |
| Argenti Olimpici (0) |                       |              |
| WTA Finals (1)       |                       |              |
| WTA Elite Trophy (0) |                       |              |
| Prima del 2009       | Dal 2009 al 2020      | Dal 2021     |
| Tier I (0)           | Premier Mandatory (0) | WTA 1000 (0) |
| Tier II (0)          | Premier 5 (0)         | WTA 1000 (0) |
| Tier III (0)         | Premier (2)           | WTA 500 (0)  |
| Tier IV (1)          | International (1)     | WTA 250 (1)  |
| Tier V (0)           | International (1)     | WTA 250 (1)  |

| N. | Data            | Torneo                               | Superficie      | Compagno                 | Avversari in finale                        | Punteggio        |
| 1. | 3 agosto 2008   | Nordea Nordic Light Open, Stoccolma  | Cemento         | Petra Cetkovská          | Iveta Benešová Barbora Záhlavová-Strýcová  | 5-7, 4-6         |
| 2. | 10 aprile 2016  | Volvo Car Open, Charleston           | Terra verde     | Bethanie Mattek-Sands    | Caroline Garcia Kristina Mladenovic        | 2-6, 5-7         |
| 3. | 30 ottobre 2016 | WTA Finals, Singapore                | Cemento (i)     | Bethanie Mattek-Sands    | Ekaterina Makarova Elena Vesnina           | 6(5)-7, 3-6      |
| 4. | 24 giugno 2018  | Mallorca Open, Maiorca               | Erba            | Barbora Štefková         | Andreja Klepač María José Martínez Sánchez | 1-6, 6-3, [3-10] |
| 5. | 28 aprile 2019  | Porsche Tennis Grand Prix, Stoccarda | Terra rossa (i) | Anastasija Pavljučenkova | Mona Barthel Anna-Lena Friedsam            | 6-2, 3-6, [6-10] |
| 6. | 26 luglio 2024  | Livesport Prague Open, Praga         | Terra rossa     | Bethanie Mattek-Sands    | Barbora Krejčíková Kateřina Siniaková      | 3-6, 3-6         |

## Statistiche ITF

### Singolare

#### Vittorie (7)
| Torneo $100.000 (1) |
| Torneo $80.000 (0)  |
| Torneo $75.000 (1)  |
| Torneo $60.000 (0)  |
| Torneo $50.000 (0)  |
| Torneo $25.000 (4)  |
| Torneo $15.000 (0)  |
| Torneo $10.000 (0)  |

| N. | Data             | Torneo                                      | Superficie    | Avversaria in finale | Score            |
| 1. | 31 gennaio 2004  | Città di Bergamo, Bergamo                   | Sintetico (i) | Iva Majoli           | 3-6, 7-6(1), 6-1 |
| 2. | 27 giugno 2004   | Swedbank Ladies, Båstad                     | Terra rossa   | Lenka Tvaroskova     | 6-2, 6-0         |
| 3. | 13 febbraio 2005 | Internazionali della Franciacorta, Capriolo | Cemento (i)   | Mervana Jugić-Salkić | 6-4, 6-1         |
| 4. | 27 marzo 2005    | USTA Challenger of Redding, Redding         | Cemento       | Ivana Lisjak         | 6-2, 6-3         |
| 5. | 4 giugno 2005    | ITF Women's Circuit Prostejov, Prostějov    | Terra rossa   | Tathiana Garbin      | 6-4, 3-6, 6-3    |
| 6. | 20 maggio 2012   | Sparta Prague WTA, Praga                    | Terra rossa   | Klára Zakopalová     | 6-3, 7-5         |
| 7. | 19 maggio 2013   | Sparta Prague WTA, Praga                    | Terra rossa   | Alexandra Cadanțu    | 3-6, 6-1, 6-1    |

### Doppio

#### Vittorie (1)
| Torneo $100.000 (1) |
| Torneo $80.000 (0)  |
| Torneo $75.000 (0)  |
| Torneo $60.000 (0)  |
| Torneo $50.000 (0)  |
| Torneo $25.000 (0)  |
| Torneo $15.000 (0)  |
| Torneo $10.000 (0)  |

| N. | Data            | Torneo                                         | Superficie    | Compagna        | Avversarie in finale                | Score    |
| 1. | 26 ottobre 2008 | Internationaux Féminins de la Vienne, Poitiers | Sintetico (i) | Petra Cetkovská | Akgul Amanmuradova Monica Niculescu | 6-4, 6-4 |

## Risultati in progressione
| Sigla | Risultato               |
| ----- | ----------------------- |
| V     | Vincitore               |
| F     | Finalista               |
| SF    | Semifinalista           |
| O     | Oro olimpico            |
| A     | Argento olimpico        |
| SF    | Bronzo olimpico         |
| QF    | Quarti di Finale        |
| 4T    | Quarto turno            |
| 3T    | Terzo turno             |
| 2T    | Secondo turno           |
| 1T    | Primo turno             |
| RR    | Round Robin             |
| LQ    | Turno di qualificazione |
| A     | Assente                 |
| ND    | Non disputato           |

| Legenda superfici    |
| -------------------- |
| Cemento              |
| Terra battuta        |
| Erba                 |
| Superficie variabile |

### Singolare
Statistiche aggiornate al 29 maggio 2019, giorno del suo ritiro 
| Tornei del Grande Slam    |                 |                 |                 |                 |                 |                 |                 |                 |                 |                 |                 |                 |                 |                 |                 |                 |              |              |
| Australian Open           | A               | Q1              | 1T              | QF              | 1T              | 3T              | 1T              | 3T              | 1T              | 2T              | 3T              | 1T              | A               | 2T              | 2T              | A               | 0 / 12       | 13–12        |
| Open di Francia           | A               | 1T              | 1T              | 4T              | 2T              | 2T              | 2T              | 2T              | 2T              | 1T              | 4T              | F               | 3T              | 1T              | 2T              | A               | 0 / 14       | 20–14        |
| Wimbledon                 | A               | 1T              | A               | 3T              | 1T              | 1T              | 1T              | 2T              | 1T              | 2T              | SF              | 4T              | 4T              | 2T              | 3T              | A               | 0 / 11       | 15–11        |
| US Open                   | Q2              | 1T              | 2T              | 3T              | 1T              | 1T              | 1T              | 3T              | 3T              | 2T              | 4T              | 1T              | 2T              | 4T              | 2T              | A               | 0 / 14       | 16–14        |
| Vittorie-Sconfitte        | 0–0             | 0–3             | 1–3             | 11–4            | 1–4             | 3–4             | 1–4             | 6–4             | 3–4             | 3–4             | 13–4            | 9–4             | 6–3             | 5-4             | 6-4             | 0-0             | 0 / 53       | 68-53        |
| Giochi Olimpici           |                 |                 |                 |                 |                 |                 |                 |                 |                 |                 |                 |                 |                 |                 |                 |                 |              |              |
| Giochi olimpici           | A               | Non disputato   | Non disputato   | Non disputato   | 3T              | Non disputati   | Non disputati   | Non disputati   | 1T              | Non disputati   | Non disputati   | Non disputati   | 2T              | Non disputato   | Non disputato   | Non disputato   | 0 / 3        | 3–3          |
| Tornei di fine anno       |                 |                 |                 |                 |                 |                 |                 |                 |                 |                 |                 |                 |                 |                 |                 |                 |              |              |
| WTA Finals                | Non qualificata | Non qualificata | Non qualificata | Non qualificata | Non qualificata | Non qualificata | Non qualificata | Non qualificata | Non qualificata | Non qualificata | Non qualificata | RR              | Non qualificata | Non qualificata | Non qualificata | Non qualificata | 0 / 1        | 1-2          |
| Tournament of Champions   | Non disputato   | Non disputato   | Non disputato   | Non disputato   | Non disputato   | Non qualificata | Non qualificata | Non qualificata | Non qualificata | Non qualificata | Non qualificata | Non disputato   | Non disputato   | Non disputato   | Non disputato   | Non disputato   | 0 / 0        | 0-0          |
| WTA Elite Trophy          | Non disputato   | Non disputato   | Non disputato   | Non disputato   | Non disputato   | Non disputato   | Non disputato   | Non disputato   | Non disputato   | Non disputato   | Non disputato   | Non qualificata | Non qualificata | Non qualificata | Non qualificata | Non qualificata | 0 / 0        | 0-0          |
| WTA Premier Mandatory     |                 |                 |                 |                 |                 |                 |                 |                 |                 |                 |                 |                 |                 |                 |                 |                 |              |              |
| Indian Wells              | A               | A               | 3T              | 3T              | 2T              | 2T              | 1T              | 2T              | 4T              | 2T              | 3T              | 3T              | 2T              | 3T              | A               | A               | 0 / 12       | 10–12        |
| Miami                     | A               | A               | 2T              | 3T              | 3T              | 2T              | 3T              | 3T              | 2T              | 2T              | 3T              | 2T              | 2T              | QF              | A               | A               | 0 / 12       | 12-12        |
| Madrid                    | Non disputato   | Non disputato   | Non disputato   | Non disputato   | Non disputato   | 3T              | SF              | QF              | 3T              | 1T              | 3T              | QF              | 2T              | 1T              | A               | A               | 0 / 9        | 17–9         |
| Pechino                   | Tier II         | Tier II         | Tier II         | Tier II         | Tier II         | 2T              | 1T              | 1T              | 1T              | QF              | 3T              | A               | 1T              | A               | A               | A               | 0 / 7        | 6–7          |
| WTA Premier 5             |                 |                 |                 |                 |                 |                 |                 |                 |                 |                 |                 |                 |                 |                 |                 |                 |              |              |
| Dubai                     | Tier II         | Tier II         | Tier II         | Tier II         | Tier II         | A               | A               | 1T              | Premier         | Premier         | Premier         | QF              | NP5             | A               | NP5             | A               | 0 / 3        | 3-3          |
| Doha                      | Non Tier I      | Non Tier I      | Non Tier I      | Non Tier I      | 3T              | Non disputato   | Non disputato   | P               | QF              | 2T              | 3T              | V               | 2T              | P               | 1T              | P               | 1 / 7        | 13–6         |
| Roma                      | A               | A               | 2T              | A               | 1T              | 2T              | QF              | 2T              | A               | A               | A               | 2T              | 2T              | 1T              | A               | A               | 0 / 8        | 8–8          |
| Canada                    | A               | 1T              | 2T              | 2T              | A               | QF              | 1T              | QF              | SF              | 1T              | 3T              | 2T              | 1T              | QF              | 2T              | A               | 0 / 13       | 18-13        |
| Cincinnati                | Tier III        | Tier III        | Tier III        | Tier III        | Tier III        | 2T              | 1T              | 2T              | 1T              | 1T              | 3T              | QF              | 1T              | 1T              | A               | A               | 0 / 9        | 6–9          |
| Tokyo                     | A               | A               | A               | A               | A               | 3T              | 2T              | A               | 3T              | QF              | Non Premier 5   | Non Premier 5   | Non Premier 5   | Non Premier 5   | Non Premier 5   | Non Premier 5   | 0 / 4        | 8–4          |
| Wuhan                     | Non disputato   | Non disputato   | Non disputato   | Non disputato   | Non disputato   | Non disputato   | Non disputato   | Non disputato   | Non disputato   | Non disputato   | 1T              | A               | 2T              | A               | A               | A               | 0 / 2        | 1–2          |
| Carriera                  | 2004            | 2005            | 2006            | 2007            | 2008            | 2009            | 2010            | 2011            | 2012            | 2013            | 2014            | 2015            | 2016            | 2017            | 2018            | 2019            | No.          | No.          |
| Tornei giocati            | 0               | 11              | 22              | 16              | 20              | 24              | 23              | 23              | 22              | 23              | 23              | 12              | 19              | 19              | 11              | 0               | 277          | 277          |
| Titoli                    | 0               | 2               | 1               | 0               | 1               | 0               | 0               | 0               | 0               | 1               | 0               | 1               | 1               | 0               | 0               | 0               | 7            | 7            |
| Finali raggiunte          | 0               | 3               | 1               | 1               | 1               | 1               | 1               | 2               | 1               | 1               | 0               | 3               | 1               | 1               | 0               | 0               | 17           | 17           |
| Vittorie-sconfitte totali | 0-0             | 15–9            | 21–21           | 28–16           | 17–19           | 32–23           | 27–22           | 34–23           | 26–22           | 26–22           | 36–23           | 31–21           | 15-18           | 35-19           | 10-11           | 0-0             | 359–272      | 359–272      |
| Vittorie %                | -               | 63%             | 50%             | 64%             | 47%             | 58%             | 55%             | 60%             | 54%             | 58%             | 61%             | 60%             | 45%             | 65%             | 48%             | -               | 56,89%       | 56,89%       |
| Ranking di fine anno      | 185             | 50              | 41              | 24              | 65              | 42              | 33              | 25              | 17              | 29              | 17              | 9               | 62              | 30              | 106             | N.D.            | $ 12.637.555 | $ 12.637.555 |

### Doppio
Aggiornato al 29 maggio 2019 
| Tornei del Grande Slam    |               |               |               |      |               |               |               |       |               |               |               |       |               |               |               |                   |                   |
| Australian Open           | A             | 1T            | 1T            | A    | 3T            | 1T            | 2T            | 1T    | QF            | QF            | V             | A     | V             | QF            | A             | 2 / 11            | 23–9              |
| Open di Francia           | A             | 1T            | 1T            | 1T   | 2T            | 2T            | 3T            | 1T    | QF            | 1T            | V             | 1T    | V             | 2T            | 1T            | 2 / 14            | 20-12             |
| Wimbledon                 | 1T            | A             | 1T            | 1T   | 1T            | 2T            | 1T            | 1T    | 1T            | QF            | QF            | 1T    | 2T            | QF            | A             | 0 / 13            | 11-13             |
| US Open                   | 1T            | 1T            | 1T            | 2T   | 1T            | 2T            | 1T            | 1T    | 3T            | 2T            | A             | V     | SF            | 2T            | A             | 1 / 13            | 15-12             |
| Vittorie-Sconfitte        | 0-2           | 0-3           | 0-4           | 1–3  | 3–4           | 3–4           | 3–4           | 0–4   | 8–4           | 7–4           | 15-1          | 6-2   | 17-2          | 7-4           | 0-1           | 5 / 49            | 65-43             |
| Giochi Olimpici           |               |               |               |      |               |               |               |       |               |               |               |       |               |               |               |                   |                   |
| Giochi Olimpici           | Non disputati | Non disputati | Non disputati | 1T   | Non disputati | Non disputati | Non disputati | 1T    | Non disputati | Non disputati | Non disputati | 3º    | Non disputati | Non disputati | Non disputati | 0 / 3             | 4-3               |
| Statistiche               |               |               |               |      |               |               |               |       |               |               |               |       |               |               |               |                   |                   |
| Tornei Giocati            | 4             | 5             | 4             | 10   | 14            | 7             | 8             | 15    | 18            | 18            | 12            | 15    | 12            | 7             | 2             | 134               | 134               |
| Finali                    | 0             | 0             | 0             | 1    | 0             | 0             | 0             | 1     | 2             | 1             | 4             | 5     | 3             | 1             | 1             | 20                | 20                |
| Titoli                    | 0             | 0             | 0             | 0    | 0             | 0             | 0             | 1     | 2             | 1             | 4             | 4     | 3             | 0             | 0             | 15                | 15                |
| Vittorie-Sconfitte totali | 0-4           | 0-5           | 0-4           | 7-10 | 6-13          | 3-7           | 5-8           | 12-14 | 27-15         | 19-17         | 30-8          | 32-11 | 31-6          | 14-10         | 4-2           | 190-134           | 190-134           |
| Vittorie %                | 0%            | 0%            | 0%            | 41%  | 32%           | 30%           | 38%           | 46%   | 64%           | 53%           | 79%           | 74%   | 84%           | 58%           | 67%           | 58,64%            | 58,64%            |
| Ranking di fine anno      | 511           | 785           | 881           | 91   | 120           | 149           | 134           | 59    | 18            | 29            | 4             | 7     | 6             | 51            | N.D.          | Best ranking n° 1 | Best ranking n° 1 |

## Vittorie contro giocatrici Top 10
| Stagione | 2006 | 2007 | 2008 | 2009 | 2010 | 2011 | 2012 | 2013 | 2014 | 2015 | 2016 | 2017 | Totale |
| Vittorie | 1    | 5    | 0    | 0    | 2    | 4    | 3    | 1    | 3    | 5    | 0    | 2    | 26     |

| #    | Giocatrice              | Ranking | Evento                           | Superficie      | Turno | Punteggio        | Rank. LSR |
| ---- | ----------------------- | ------- | -------------------------------- | --------------- | ----- | ---------------- | --------- |
| 2006 |                         |         |                                  |                 |       |                  |           |
| 1.   | Patty Schnyder          | 7       | Australian Hardcourt, Gold Coast | Cemento         | QF    | 6-4, 6-3         | 47        |
| 2007 |                         |         |                                  |                 |       |                  |           |
| 2.   | Amélie Mauresmo (1)     | 3       | Australian Open, Melbourne       | Cemento         | 4T    | 6-4, 6-3         | 70        |
| 3.   | Nicole Vaidišová        | 9       | Open Gaz de France, Parigi       | Cemento (i)     | 2T    | 6-4, 6-2         | 32        |
| 4.   | Svetlana Kuznecova      | 5       | Open Gaz de France, Parigi       | Cemento (i)     | QF    | 6-3, 6-4         | 32        |
| 5.   | Justine Henin           | 2       | Open Gaz de France, Parigi       | Cemento (i)     | SF    | 7-6(5), 6-4      | 32        |
| 6.   | Amélie Mauresmo (2)     | 4       | Open di Francia, Parigi          | Terra rossa     | 3T    | 6-3, 7-6(3)      | 29        |
| 2010 |                         |         |                                  |                 |       |                  |           |
| 7.   | Caroline Wozniacki (1)  | 2       | Stuttgart Open, Stoccarda        | Terra rossa (i) | 2T    | 6-4, 6-4         | 38        |
| 8.   | Agnieszka Radwańska (1) | 9       | Internazionali d'Italia, Roma    | Terra rossa     | 3T    | 1-6, 6-3, 7-6(1) | 35        |
| 2011 |                         |         |                                  |                 |       |                  |           |
| 9.   | Agnieszka Radwańska (2) | 10      | Qatar Ladies Open, Doha          | Cemento         | 1T    | 7-6(3), 6-3      | 35        |
| 10.  | Jelena Janković         | 7       | Madrid Open, Madrid              | Terra rossa     | 2T    | 6-4, 4-6, 7-5    | 32        |
| 11.  | Francesca Schiavone     | 8       | Canadian Open, Toronto           | Cemento         | 3T    | 6-3, 6-3         | 32        |
| 12.  | Agnieszka Radwańska (3) | 8       | Kremlin Cup, Mosca               | Cemento (i)     | 2T    | 6-4, 4-6, 6-4    | 27        |
| 2012 |                         |         |                                  |                 |       |                  |           |
| 13.  | Caroline Wozniacki (2)  | 4       | Qatar Ladies Open, Doha          | Cemento         | 2T    | 4-6, 6-4, 7-6(3) | 28        |
| 14.  | Vera Zvonarëva          | 9       | Charleston Open, Charleston      | Terra verde     | QF    | 6-3, 6-3         | 26        |
| 15.  | Samantha Stosur (1)     | 5       | Canadian Open, Montréal          | Cemento         | 3T    | 7-6(9), 7-6(5)   | 23        |
| 2013 |                         |         |                                  |                 |       |                  |           |
| 16.  | Samantha Stosur (2)     | 9       | Fed Cup, Ostrava                 | Cemento (i)     | QF    | 7-6(6), 7-6(4)   | 18        |
| 2014 |                         |         |                                  |                 |       |                  |           |
| 17.  | Caroline Wozniacki (3)  | 10      | Sydney International, Sydney     | Cemento         | 2T    | 6-4, 7-6(7)      | 27        |
| 18.  | Dominika Cibulková (1)  | 10      | Torneo di Wimbledon, Londra      | Erba            | 3T    | 6-4, 6-2         | 23        |
| 19.  | Angelique Kerber (1)    | 10      | Fed Cup, Praga                   | Cemento (i)     | F     | 6-4, 6-4         | 17        |
| 2015 |                         |         |                                  |                 |       |                  |           |
| 20.  | Ekaterina Makarova      | 9       | Qatar Ladies Open, Doha          | Cemento         | 2T    | 6-2, 6(5)-7, 6-3 | 15        |
| 21.  | Andrea Petković         | 10      | Qatar Ladies Open, Doha          | Cemento         | QF    | 6-2, 6-1         | 15        |
| 22.  | Marija Šarapova         | 2       | Open di Francia, Parigi          | Terra rossa     | 4T    | 7-6(3), 6-4      | 13        |
| 23.  | Ana Ivanović            | 7       | Open di Francia, Parigi          | Terra rossa     | SF    | 7-5, 7-5         | 13        |
| 24.  | Angelique Kerber (2)    | 7       | WTA Finals, Singapore            | Cemento (i)     | RR    | 6-4, 6-3         | 9         |
| 2017 |                         |         |                                  |                 |       |                  |           |
| 25.  | Dominika Cibulková (2)  | 4       | Miami Open, Miami                | Cemento         | 4T    | 7-6(5), 6-1      | 36        |
| 26.  | Dominika Cibulková (3)  | 6       | Birmingham Classic, Birmingham   | Erba            | 1T    | 5-7, 7-6(7), 7-5 | 41        |